# Chablis (Yonne)
Cet article possède un paronyme, voir Chabris.
Pour les articles homonymes, voir Chablis.

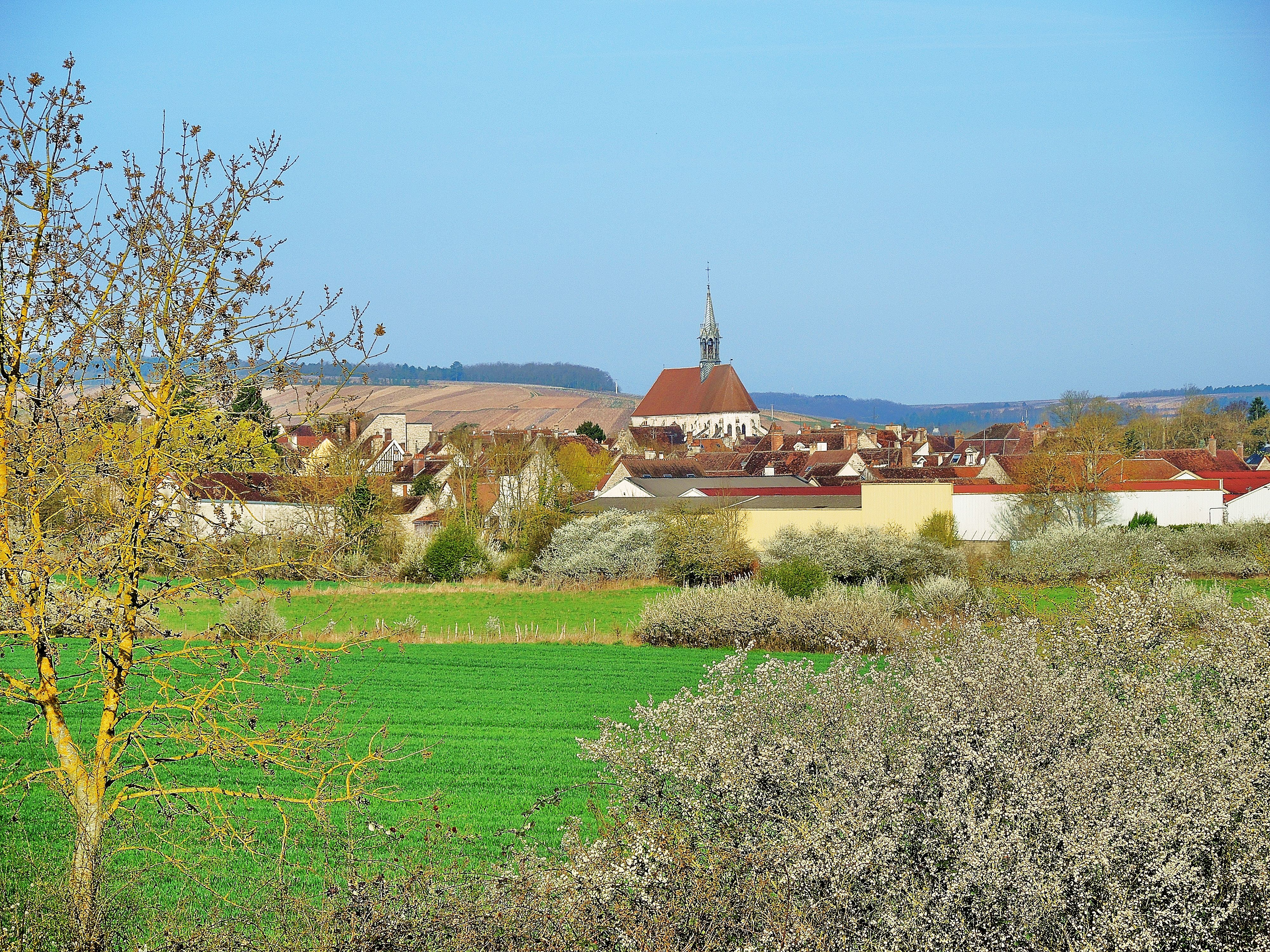
Panorama printanier.

Chablis [ʃa.bli] est une commune française située dans le département de l'Yonne en région Bourgogne-Franche-Comté.
Elle est notamment réputée et connue pour son vin.
Ses habitants sont appelés les Chablisiens.

## Géographie

### Localisation
Chablis, chef-lieu de canton, est à 18 km à l'est d'Auxerre, sa préfecture.
La commune est traversée par la RD 965 (ancienne RN 65), axe reliant Auxerre à Tonnerre (16 km à l'est) et plus loin Chaumont (120 km à l'est).

### Géologie et relief
La ville de Chablis est établie en partie sur une butte de faible hauteur, et entourée de plusieurs autres buttes, utilisées dans la culture des vignes.
Son altitude varie entre 126 et 311 mètres.

### Hydrographie
La commune est traversée par la rivière nommée le Serein.

### Transports

#### Transports routiers
Chablis est contournée par la D965, qui permet de relier Auxerre en 25 minutes, et Tonnerre en 20 minutes.
Il est également possible de rejoindre l'A6 (gare de péage d'Auxerre-Sud) en une quinzaine de minutes.

#### Transports Inter-urbains
Une ligne de transport inter-urbain par bus dessert la ville de Chablis. Il s'agit de la ligne LR04, faisant des aller-retours entre Auxerre et Tonnerre.

## Toponymie
Voici plusieurs désignations rencontrées sur les documents historiques, :
- « Capleia », 867 (cart. gén. de L'Yonne, I, 96) ;
- « Chableys », 1116 (ibid) ;
- « Chableia » et « Chableiœ », 1118 (ibid., 234) ;
- « Cableiacum », 1138 (ibid., 327) ;
- « Chableium », 1172 (ibid., II, 237) ;
- « Caplegiœ », 1198 (ibid., 489) ;
- « Chablies », 1187 (ibid. 379) ;
- « Chablis », 1308 (arch. de l'Empire, J415, n⁰ 97).

## Histoire
En 867, Charles II le Chauve donne le monastère Saint-Loup et les habitations composant la "villa" de Chablis aux moines de Saint-Martin de Tours qui fuyaient les Normands, Chablis étant placée sous l'autorité des chanoines de l'abbaye Saint-Martin de Tours. La collégiale Saint-Martin de Chablis est construite sur cet emplacement.
En 1116, l'église de Chablis est confirmée dans son rattachement à l'abbaye Saint-Michel de Tonnerre par Godefroy, évêque de Langres. Les moines de Saint-Martin de Tours établis à Chablis obtiennent d'être protégés par le comte de Troyes (futur comte de Champagne) dans le cadre d'un pariage.
En 1274, le rattachement du comté de Champagne à la couronne de France par le mariage de la comtesse Jeanne avec Philippe le Bel, fait rentrer l'avouerie de Chablis sous suzeraineté royale. À partir de cette époque, deux justices sont exercées tour à tour (celle du prévôt de Saint-Martin de Tours, et celle des officiers des sires de Noyers, dont le maréchal Miles de Noyers),.
En 1358, lors de la guerre de Cent Ans, les Anglais pillent Chablis et d'autres villes de l'Yonne (dont Auxerre), ce qui oblige le duc de Bourgogne Philippe à signer le traité de Brétigny en 1360.
En 1403, le bourg est entouré d'une enceinte (trois portes et vingt-neuf tours). Les faubourgs (incluant l'église Saint-Pierre et le prieuré Saint-Cosme) sont eux aussi protégés par une muraille.
En 1425, la ville fortifiée dispose des rues suivantes : du Vau de Colleau, du Moulin Saint-Martin, Eurat de Venoise, de La Courge, Levesque, Auceroise, Bouchard, Dame-Sainte, du Four de la Porte.
En 1478, les Le Rouge établissent à Chablis la cinquième imprimerie de France. Le 1er avril 1478, Pierre Lerouge imprime le Livre des bonnes mœurs fait et composé par frère Jacques Legrand. Puis, en 1483, Pierre Lerouge imprime le Bréviaire d'Auxerre et en 1489, Guillaume Lerouge imprime Les Expositions des euangilles en francoys.
En 1568, les huguenots prennent et incendient Chablis.
De 1887 à 1951, Chablis accueille une station de chemin de fer départemental sur la ligne de Laroche à L'Isle-Angely, dite le « Tacot du Serein ».
Le 15 juin 1940, Chablis est bombardée par l'aviation allemande.
Le 1er janvier 1973, les communes de Fyé, Milly et Poinchy sont rattachées à celle de Chablis sous le régime de la fusion simple.

### Climat
Pour des articles plus généraux, voir Climat de la Bourgogne-Franche-Comté et Climat de l'Yonne.
En 2010, le climat de la commune est de type climat océanique dégradé des plaines du Centre et du Nord, selon une étude du Centre national de la recherche scientifique s'appuyant sur une série de données couvrant la période 1971-2000. En 2020, Météo-France publie une typologie des climats de la France métropolitaine dans laquelle la commune est exposée à un climat océanique altéré et est dans la région climatique  Lorraine, plateau de Langres, Morvan, caractérisée par un hiver rude (1,5 °C), des vents modérés et des brouillards fréquents en automne et hiver. 
Pour la période 1971-2000, la température annuelle moyenne est de 10,7 °C, avec une amplitude thermique annuelle de 16,3 °C. Le cumul annuel moyen de précipitations est de 750 mm, avec 11,5 jours de précipitations en janvier et 7,7 jours en juillet. Pour la période 1991-2020, la température moyenne annuelle observée sur la station météorologique installée sur la commune est de 11,6 °C et le cumul annuel moyen de précipitations est de 740,3 mm. 
La température maximale relevée sur cette station est de 42,6 °C, atteinte le 25 juillet 2019 ; la température minimale est de −24,2 °C, atteinte le 16 janvier 1985,,. 
| Mois                                  | jan.             | fév.             | mars            | avril         | mai             | juin            | jui.          | août           | sep.          | oct.          | nov.             | déc.            | année      |
| ------------------------------------- | ---------------- | ---------------- | --------------- | ------------- | --------------- | --------------- | ------------- | -------------- | ------------- | ------------- | ---------------- | --------------- | ---------- |
| Température minimale moyenne (°C)     | 0,6              | 0,3              | 2,1             | 4,1           | 8               | 11,3            | 13,2          | 13,1           | 9,7           | 7,3           | 3,6              | 1,4             | 6,2        |
| Température moyenne (°C)              | 3,9              | 4,6              | 7,6             | 10,5          | 14,4            | 17,9            | 20,2          | 20             | 16            | 12,3          | 7,4              | 4,6             | 11,6       |
| Température maximale moyenne (°C)     | 7,1              | 8,8              | 13,2            | 17            | 20,8            | 24,5            | 27,2          | 27             | 22,4          | 17,2          | 11,1             | 7,8             | 17         |
| Record de froid (°C) date du record   | −24,2 16.01.1985 | −20,3 23.02.1963 | −15,1 01.03.05  | −6 04.04.1996 | −2,4 04.05.1967 | −0,5 05.06.1991 | 2 06.07.1964  | 1,5 26.08.1966 | −2 17.09.1971 | −7 31.10.1997 | −11,6 24.11.1998 | −19,1 20.12.09  | −24,2 1985 |
| Record de chaleur (°C) date du record | 16,9 30.01.02    | 21,9 24.02.1990  | 27,3 29.03.1989 | 30,4 25.04.07 | 33,1 28.05.17   | 39,4 22.06.03   | 42,6 25.07.19 | 41,8 07.08.03  | 36,2 14.09.20 | 31 02.10.23   | 24,1 07.11.15    | 18,6 16.12.1989 | 42,6 2019  |
| Précipitations (mm)                   | 57,2             | 51,8             | 54,4            | 62,4          | 73,2            | 56,9            | 59            | 59,2           | 58,6          | 73,9          | 66,3             | 67,4            | 740,3      |

| Diagramme climatique                                  |            |             |           |           |              |            |            |             |             |             |            |
| J                                                     | F          | M           | A         | M         | J            | J          | A          | S           | O           | N           | D          |
| 7,10,657,2                                            | 8,80,351,8 | 13,22,154,4 | 174,162,4 | 20,8873,2 | 24,511,356,9 | 27,213,259 | 2713,159,2 | 22,49,758,6 | 17,27,373,9 | 11,13,666,3 | 7,81,467,4 |
| Moyennes : • Temp. maxi et mini °C • Précipitation mm |            |             |           |           |              |            |            |             |             |             |            |

Les paramètres climatiques de la commune ont été estimés pour le milieu du siècle (2041-2070) selon différents scénarios d'émission de gaz à effet de serre à partir des nouvelles projections climatiques de référence DRIAS-2020. Ils sont consultables sur un site dédié publié par Météo-France en novembre 2022.

## Urbanisme

### Typologie
Au 1er janvier 2024, Chablis est catégorisée bourg rural, selon la nouvelle grille communale de densité à sept niveaux définie par l'Insee en 2022.
Elle appartient à l'unité urbaine de Chablis, une unité urbaine monocommunale constituant une ville isolée,. Par ailleurs la commune fait partie de l'aire d'attraction de Chablis, dont elle est la commune-centre,. Cette aire, qui regroupe 7 communes, est catégorisée dans les aires de moins de 50 000 habitants,.

### Occupation des sols
L'occupation des sols de la commune, telle qu'elle ressort de la base de données européenne d’occupation biophysique des sols Corine Land Cover (CLC), est marquée par l'importance des territoires agricoles (69,7 % en 2018), en diminution par rapport à 1990 (72,6 %). La répartition détaillée en 2018 est la suivante : 
cultures permanentes (36,2 %), terres arables (25,3 %), forêts (24,4 %), zones urbanisées (5,8 %), zones agricoles hétérogènes (5,7 %), prairies (2,5 %). L'évolution de l’occupation des sols de la commune et de ses infrastructures peut être observée sur les différentes représentations cartographiques du territoire : la carte de Cassini (XVIIIe siècle), la carte d'état-major (1820-1866) et les cartes ou photos aériennes de l'IGN pour la période actuelle (1950 à aujourd'hui).

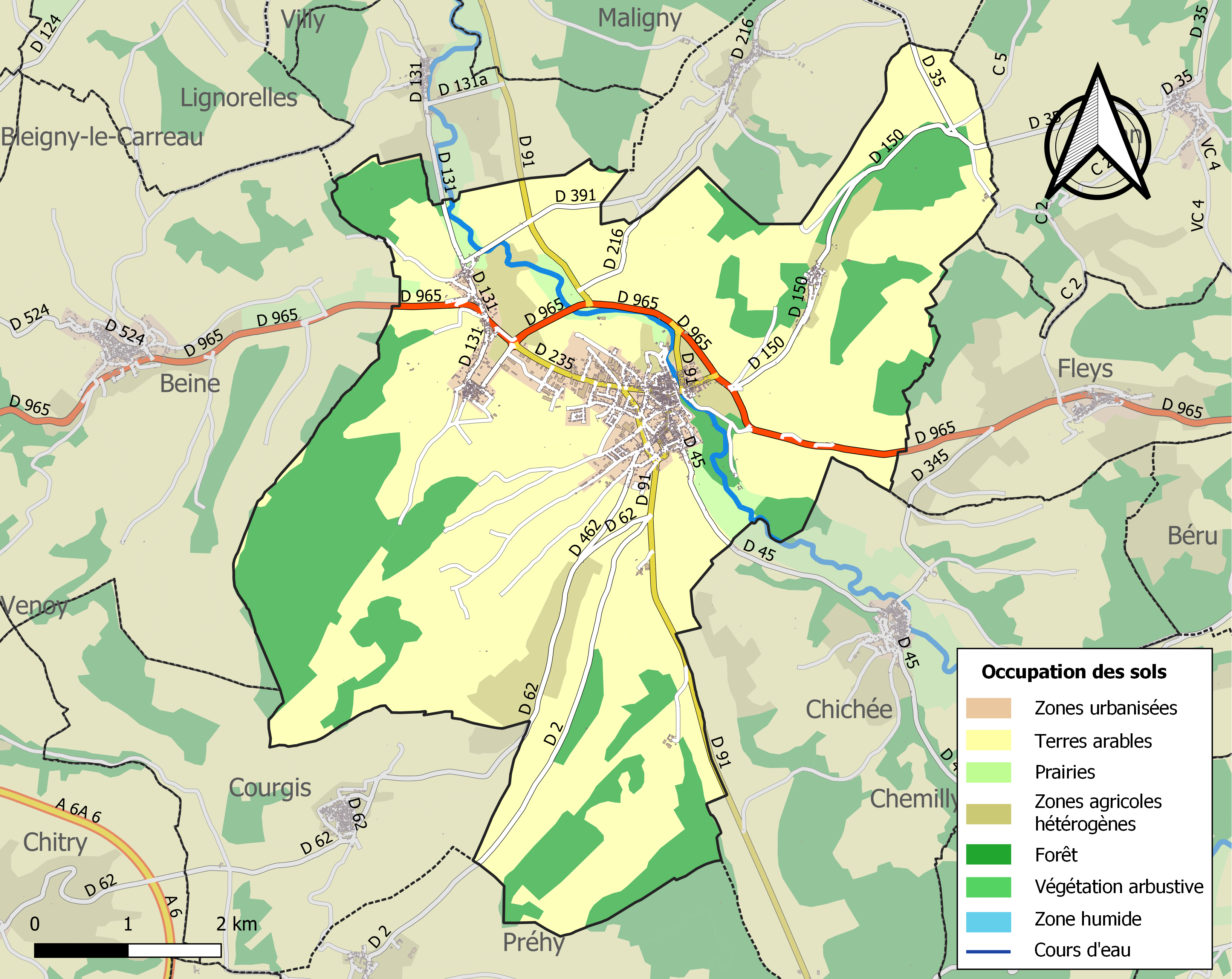
Carte des infrastructures et de l'occupation des sols de la commune en 2018 (CLC).

### Logement
En 2015, on dénombrait 1 369 logements à Chablis, dont 75,8 % de résidences principales, 7,5 % de résidences secondaires et 16,7 % de logements vacants.

### Projets d'aménagements
Plusieurs gros projets sont à l'étude à Chablis[Quand ?] :
- La construction d'une salle polyculturelle[23]
- L'aménagement de la place du général de Gaulle[23]
- Un nouveau lotissement sera construit près du gymnase[23]
- Construction d'un nouveau terrain de rugby[24]
- Modernisation progressive de l'éclairage public (passage des ampoules sodium haute pression aux LEDS)
- Installation progressive des conteneurs individuels pour le recyclage des déchets (poubelles jaunes)

### Aménagements et travaux réalisés
- Deux lotissements ont déjà été construits[25]
- Le collège a été complètement rénové, une gare routière créée près de celui-ci[26]
- Modernisation de l'éclairage public (remplacement de tous les lampadaires équipés d'ampoules au mercure par des lampadaires équipés d'ampoules sodium haute pression en 2013)
- Fin des travaux de réfection de la caserne des pompiers de Chablis
- L'aménagement de la place Saint-Martin[27]

### Risques naturels
Les principaux risques sont liés aux crues du Serein (PPRI de la vallée du Serein, approuvé par arrêté préfectoral en date du 9 janvier 2019), ainsi qu'aux risques de ruissellement voire de glissements de terrain en cas de fortes pluie (Plan de prévention des risques naturels prévisibles de ruissellement et de coulées de boue sur le bassin versant du Chablisien, appliqué par anticipation le 19 novembre 2011).

## Politique et administration

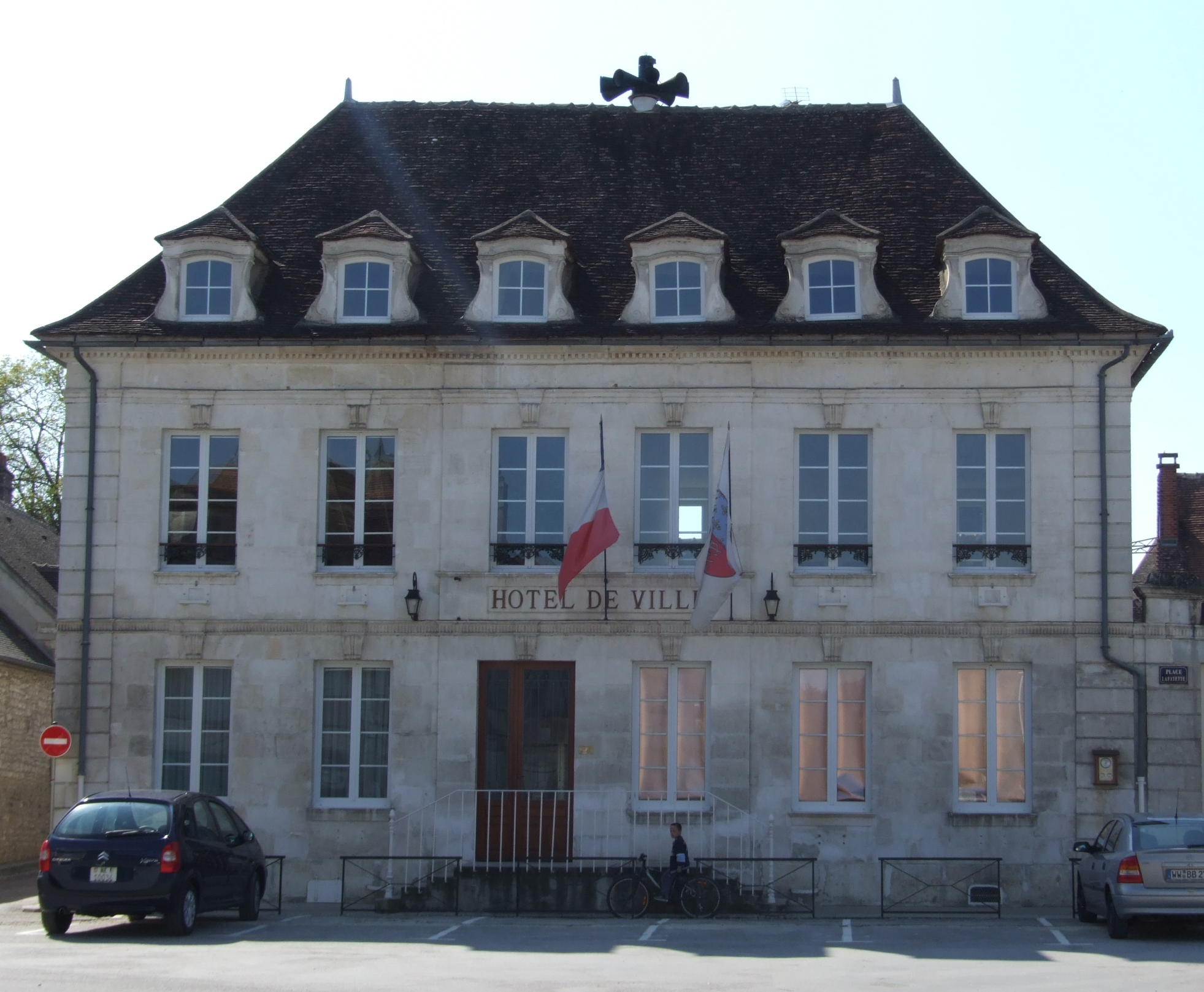
Mairie de Chablis.

### Liste des maires
Depuis 1945, huit maires se sont succédé à la tête de Chablis :

### Sécurité
Pour assurer la sécurité de la ville, plusieurs policiers municipaux ont été engagés. Leur poste se situe rue Porte-Noël, près d'une des tours.
Une gendarmerie est également installée, près de la zone commerciale. Elle travaille en étroite collaboration avec la police municipale.
Plusieurs caméras de sécurité ont été installées aux entrées de ville, mais aussi près des conteneurs de tri sélectif, et quelques autres caméras sont réparties sur la ville.
Une caserne de pompiers est installée à côté du parking des Peulons, à la place de l'ancienne gare du Tacot du Serein.

### Politique environnementale

#### Gestion des déchets
La communauté de communes a acheté un camion benne et, depuis janvier 2018, organise elle-même la collecte des ordures ménagères.
Dès septembre 2020, les déchets recyclables (sauf verre) seront ramassés au porte à porte, grâce aux poubelles jaunes distribuées aux habitants. Jusqu'alors, c'était aux habitants de se rendre aux différents points d'apport volontaire pour y déposer leurs déchets.

#### Éclairage public
La ville convertit progressivement son éclairage public au LED, qui consomme peu et réduit la pollution lumineuse. La gare routière près du collège, la rue de Chichée, les routes des nouveaux lotissements sont déjà équipées.
Depuis juin 2017, la ville éteint son éclairage public la nuit aux horaires suivants :
- Horaires d'hiver : de minuit à 6h
- Horaires d'été : de 1h du matin au lever du jour

#### Espaces verts
- Ville fleurie : trois fleurs.
- Le Parc de la Liberté : ce grand parc propose plusieurs attractions libres pour les enfants, des tables pour pique niquer et de grandes étendues de pelouse pour flâner. Il est situé près du Pâtis.
- L'ancienne piscine municipale. Une étendue d'eau, reliant le Serein au bief, servait autrefois de piscine en été (piscine aménagée avec maîtres nageurs). Elle a été réaménagée et il est aujourd'hui interdit de s'y baigner. Elle est entourée de grands espaces verts où il est possible de s'installer et de flâner. Ce parc est situé à quelques mètres du camping municipal.

Ces deux parcs sont régulièrement inaccessibles. En effet, étant au bord du serein, ils sont les premières victimes des inondations.

### Jumelages
- Oberwesel (Allemagne). Tous les ans, un voyage est organisé entre ces deux villes.
- Ferrières (Liège) (Belgique). Une école primaire de Chablis porte d'ailleurs le nom d'« École Ferrières ».

## Population et société

### Démographie
L'évolution du nombre d'habitants est connue à travers les recensements de la population effectués dans la commune depuis 1793. Pour les communes de moins de 10 000 habitants, une enquête de recensement portant sur toute la population est réalisée tous les cinq ans, les populations de référence des années intermédiaires étant quant à elles estimées par interpolation ou extrapolation. Pour la commune, le premier recensement exhaustif entrant dans le cadre du nouveau dispositif a été réalisé en 2005.

En 2022, la commune comptait 2 151 habitants, en évolution de −5,7 % par rapport à 2016 (Yonne : −1,95 %, France hors Mayotte : +2,11 %).
| 1793  | 1800  | 1806  | 1821  | 1831  | 1836  | 1841  | 1846  | 1851  |
| ----- | ----- | ----- | ----- | ----- | ----- | ----- | ----- | ----- |
| 2 203 | 2 271 | 2 287 | 2 410 | 2 555 | 2 456 | 2 603 | 2 583 | 2 601 |

| 1856  | 1861  | 1866  | 1872  | 1876  | 1881  | 1886  | 1891  | 1896  |
| ----- | ----- | ----- | ----- | ----- | ----- | ----- | ----- | ----- |
| 2 272 | 2 335 | 2 339 | 2 300 | 2 215 | 2 190 | 2 379 | 2 318 | 2 353 |

| 1901  | 1906  | 1911  | 1921  | 1926  | 1931  | 1936  | 1946  | 1954  |
| ----- | ----- | ----- | ----- | ----- | ----- | ----- | ----- | ----- |
| 2 281 | 2 254 | 2 020 | 1 741 | 1 892 | 1 935 | 1 838 | 1 796 | 1 655 |

| 1962  | 1968  | 1975  | 1982  | 1990  | 1999  | 2005  | 2006  | 2010  |
| ----- | ----- | ----- | ----- | ----- | ----- | ----- | ----- | ----- |
| 1 687 | 1 982 | 2 408 | 2 414 | 2 569 | 2 594 | 2 476 | 2 482 | 2 338 |

| 2015  | 2020  | 2022  | - | - | - | - | - | - |
| ----- | ----- | ----- | - | - | - | - | - | - |
| 2 300 | 2 171 | 2 151 | - | - | - | - | - | - |

### Enseignement
La ville de Chablis possède 2 écoles et un collège :
- l'école maternelle Ferrières (nom dû au jumelage avec la ville de Ferrières (Belgique)) ;
- l'école élémentaire Tacussel ;
- le collège Pierre et Jean Lerouge (complètement rénové entre 2014 et 2017[42]).

### Manifestations culturelles et festivités
Tous les ans, des animations sont proposées au Pâtis lors de la fête de la musique le 21 juin.
De même pour la fête nationale : le 13 juillet au soir ont lieu diverses animations (manèges, etc.) au Pâtis, suivies par une retraite aux flambeaux et d'un feu d'artifice. La soirée se termine avec un DJ.
Le Festival du Chablisien , fondé par Mario Hacquard et Jean-Michel Costal a lieu la première quinzaine de juillet, dans la communauté de communes Chablis, Villages et Terroirs (musique médiévale, musique classique, musiques du monde et jazz). Il est affilié au Festival Musical des Grands Crus de Bourgogne.
Le festival « Bouge ton cru » a lieu en juillet tous les ans. L'édition 2018 a réuni près de mille personnes.
Chaque année a lieu un marché nocturne dans le centre-ville, de 19 h à 23 h 30 le premier vendredi du mois d'août.
Une fête des vins a lieu chaque année, lors du dernier week-end d'octobre. Elle a fêté ses 70 ans en 2018. Depuis 2019, un marathon se déroule le même week-end.
Des animations liées à Noël sont proposées chaque année, au cours du mois de décembre.
De manière régulière, ont lieu des séances de cinéma dans une salle de la municipalité équipée. Ces séances ont lieu le jeudi, une à deux fois par mois.

### Santé
Plusieurs praticiens exercent dans une maison de santé ouverte en 2018.
Une pharmacie est ouverte au cœur du centre-ville.

### Sports

#### Principales équipes
Chablis compte plusieurs clubs sportifs amateurs, dont l'AS Chablis Football, qui a failli monter en championnat de Régional 3 à l'issue de la saison 2017-2018. À la suite de problèmes administratifs la montée a été annulée. Ce dernier est entraîné par l'ancien grand joueur de l'AJ Auxerre, Cédric Hengbart.

#### Principales installations sportives
La ville de Chablis comporte des infrastructures permettant la pratique de nombreux sports.
Il y a deux terrains de football, dont un est un stade avec une tribune, un terrain de rugby (un second est en projet), plusieurs terrains de pétanque répartis sur la ville, un gymnase équipé d'un dojo, ainsi qu'une piste d'athlétisme. Ces équipements sont utilisés par des clubs sportifs, mais aussi par les collégiens.

#### Marathon de Chablis
Le 26 octobre 2019 a lieu la dernière édition en date du Marathon de Chablis. Cette épreuve ɶuno-sportive et festive comporte un marathon (42,195 km), un semi-marathon (21,1 km), un trail (13,2 km), une rando et des courses pour les enfants.

### Cultes
- Église Saint-Martin
- Église Saint-Pierre
- Synagogue de Chablis

### Bibliothèque municipale
Une bibliothèque est ouverte, elle se situe près de l'école Tacussel. Une bibliothécaire et des bénévoles s'occupent de cette bibliothèque. Tous les mois, une lecture pour les enfants est organisée. Elle abrite au sein de son bâtiment un club seniors qui propose diverses activités à destination de ces seniors.

## Économie

### Revenus de la population et fiscalité
En 2015, le revenu disponible médian par unité de consommation (UC) est de 21 903 € et 58,9 % des ménages fiscaux sont imposés.

### Emploi
En 2015, la population âgée de 15 à 64 ans comptait 79,9 % d'actifs et 11,1 % de chômeurs. La part du commerce, des transports et des divers services est la plus représentée avec 54,9% des actifs ayant un emploi. Suivie par l'agriculture (28,3 %), l'administration publique, l'enseignement, la santé et les actions sociales (8,9 %), l'industrie (4,1 %) et la construction (3,8 %).

### Entreprises et commerces

#### Secteur primaire

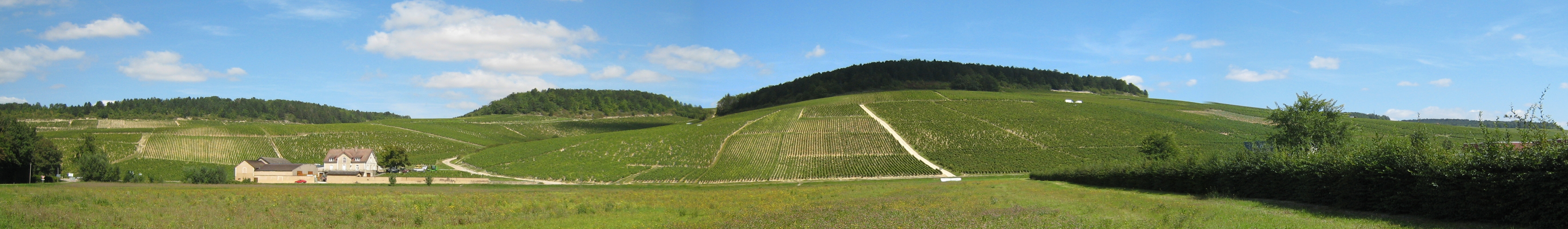
Vignoble de Chablis : la colline des Grands Crus qui fait face au village de Chablis, qui compte environ 106 hectares et 7 climats (Blanchot, Bougros, Vaudésir, Valmur, Les Preuses, Grenouilles et Les Clos). À gauche, le célèbre château Grenouilles

Le chablis est le vin élevé dans le terroir chablisien.

### Tourisme

#### Camping municipal
Un petit camping (43 emplacements), classé deux étoiles, est situé près du serein, dans un cadre naturel proche de la rivière, entouré d'un grand nombre d'arbres, ombragé et fleuri. Le Wi-Fi y est disponible, des sanitaires rénovés permettent d'accueillir les personnes à mobilité réduite, plusieurs infrastructures ont été aménagées (aire de fitness, table de ping-pong, etc) pour accueillir les visiteurs dans de bonnes conditions.

## Culture locale et patrimoine

### Lieux et monuments

#### Monuments religieux

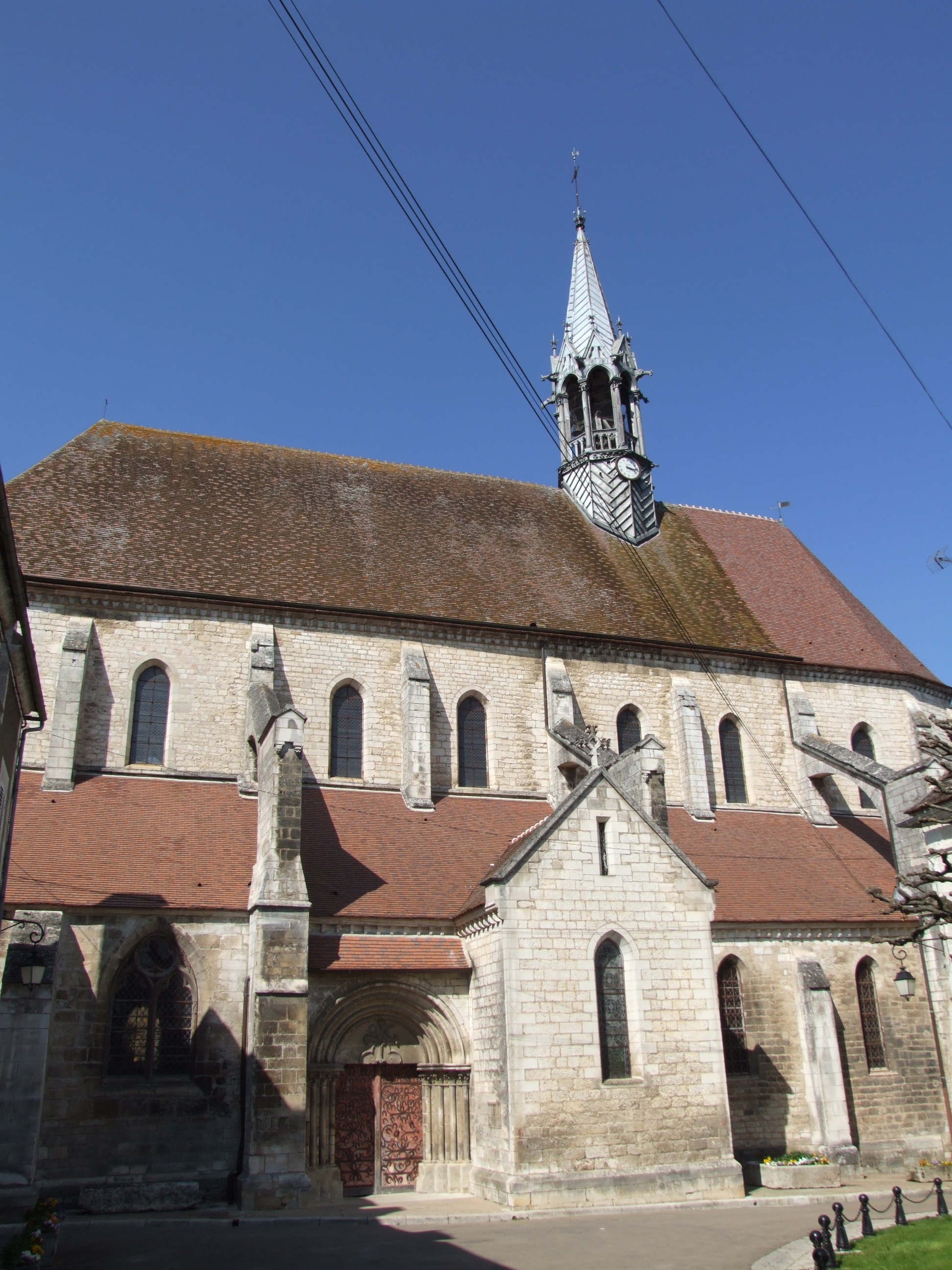
Église-collégiale Saint-Martin.

- Église-collégiale Saint-Martin (XIIIe siècle-XVIIe siècle).

La ville de Chablis et l'ancienne église Saint-Loup fut donnée en 867 aux religieux de Saint-Martin de Tours, en fuite devant les Normands, par le futur empereur Charles le Chauve (couronné en 875). Elle abrita en 872 les reliques du grand apôtre de la Gaule, dont elle prit ensuite le nom ; Saint-Martin est invoqué pour la protection des chevaux et des cavaliers (fers cloués sur la porte). La collégiale fut construite sur le site de l'ancienne église,
- Église Saint-Pierre de Chablis.
- Immeuble appelé « la synagogue de Chablis », classé au titre des monuments historiques.
- Prieuré Saint-Cosme de Chablis sous l'autorité des moines et prieurs du Prieuré Saint-Cosme de Tours, dernière demeure de Pierre de Ronsard, poète.

#### Monuments civils

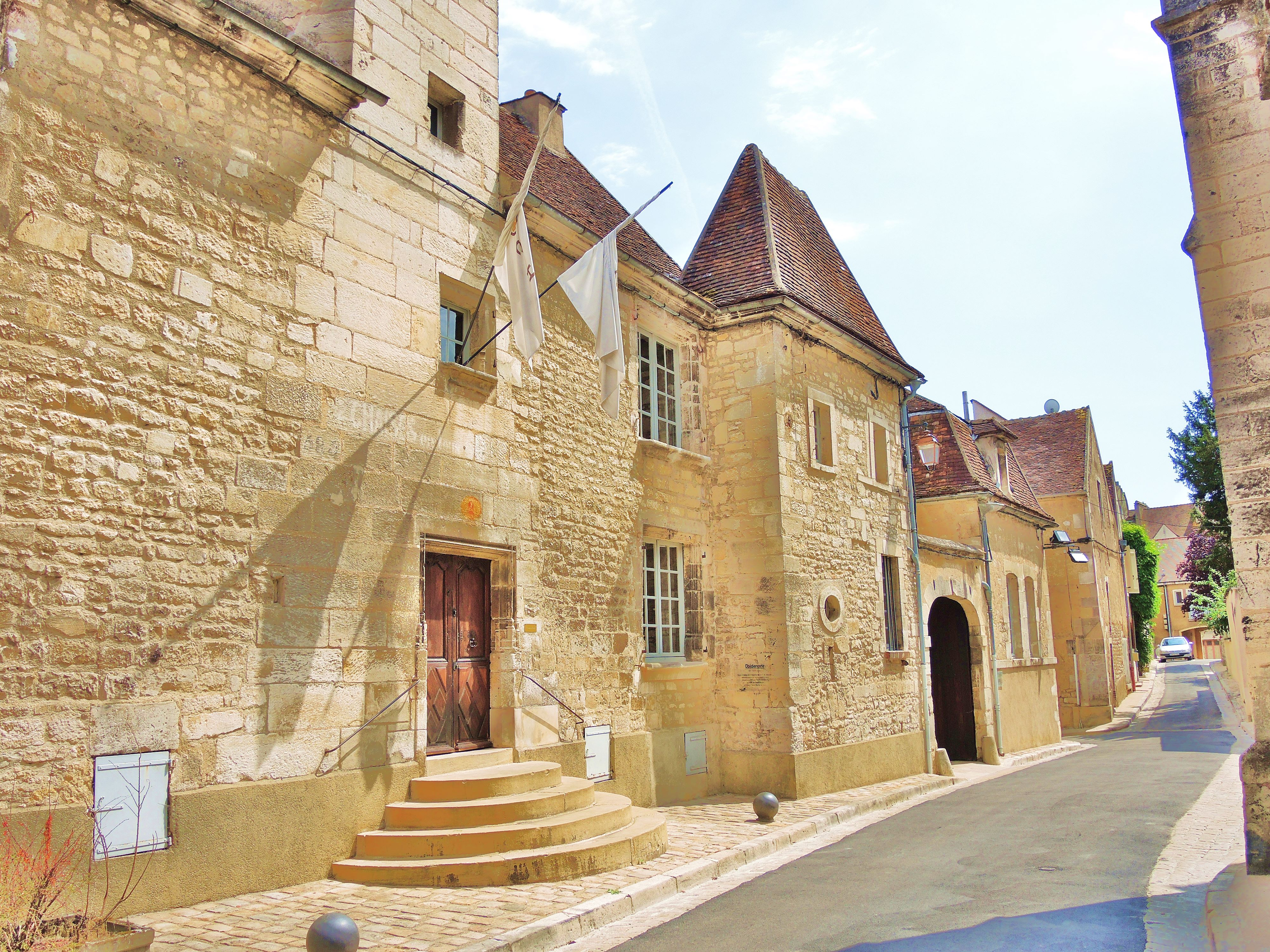
L'Obédiencerie.

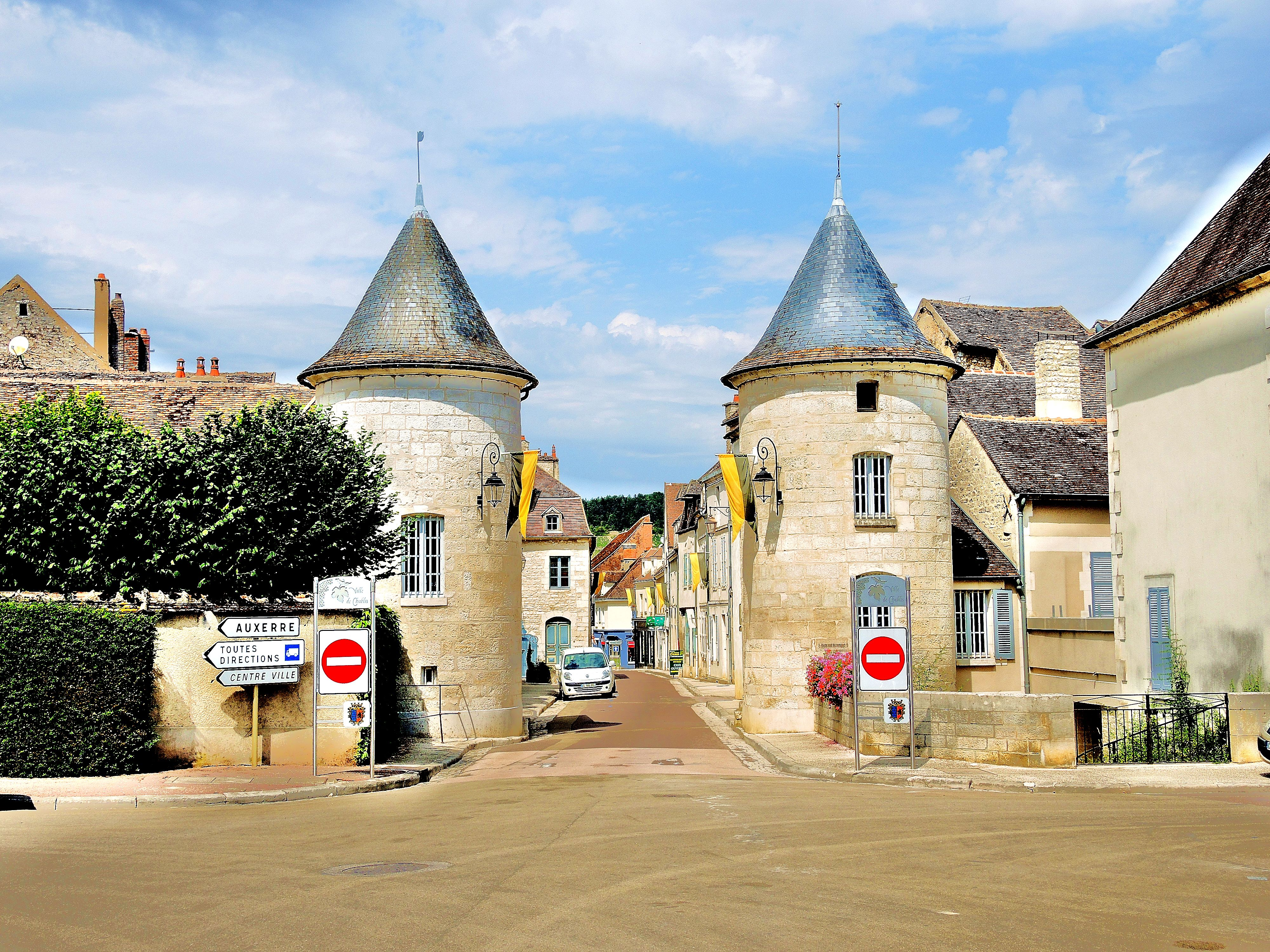
Porte Noël.

- Maison de l'Obédiencerie
- Porte-Noël

### Festivités
Chablis, commune viticole, a accueilli en janvier 1999 la 55e édition de la Fête de la Saint-Vincent tournante, manifestation supervisée par la Confrérie des chevaliers du Tastevin.

### Gastronomie
Le département de l'Yonne produit des spécialités nombreuses et variées et s'il n'y a pas un plat caractéristique comme dans d'autres régions, la cuisine traditionnelle chablisienne se distingue particulièrement par l'utilisation du vin de Chablis : escargots au chablis, soles glacées au chablis, poulet au chablis, jambon chaud à la chablisienne, lapereau sauté au chablis notamment. Certaines spécialités sont cependant produites sans vin : l'andouillette de Chablis, le biscuit Duché, les gougères entre autres.
Des vins AOC autres que le chablis peuvent être produits à Chablis, comme le bourgogne mousseux, le crémant de Bourgogne, le bourgogne aligoté ... Seul un vin IGP peut y être produit : l'IGP départementale Yonne.
Une autre spécialité locale moins connue est le biscuit de Chablis, sorte de boudoir créé par le pâtissier Alfred Duché.

### Marché bourguignon
Tous les dimanches matin (de 8 h 30 à 14 h) a lieu un marché au cœur de la ville, sur lequel il est possible de trouver de nombreux producteurs locaux.

### Héraldique
| Blason | Blasonnement : « Parti : au premier d'azur semé de fleurs de lys d'or, au second de gueules à saint Martin à cheval coupant de son épée la moitié de son manteau pour la donner à un pauvre, le tout d'argent. ». |